# شعب برغر
شعب برغر، المعروفون أيضًا بالبرغر، هم مجموعة عرقية أوراسية صغيرة في سريلانكا يتحدرون من أفراد برتغاليين وهولنديين وبريطانيين وغيرهم من الأوروبيين الذي سكنوا مستعمرة سيلان البريطانية وأقاموا علاقات مع نساء سيرلانكيات أصليات. استولى البرتغاليون والهولنديون على بعض المقاطعات البحرية في الجزيرة طوال قرون قبل مجيء الإمبراطورية البريطانية. مع إعلان سيلان مستعمرة ملكية في نهاية القرن الثامن عشر، رحل معظم الذين كانت لهم علاقات وثيقة مع هولندا. إلا أن مجتمعًا كبيرًا من البرغر فضّل البقاء واتخذ العديد منهم الإنكليزية لغة له. خلال الحكم البريطاني، لعب البرغر دورًا عظيم الأهمية في الحياة الاجتماعية والاقتصادية في سريلانكا.
كان المستوطنون البرتغاليون في سيلان تجارًا في الأساس، لكنهم رغبوا في تشكيل مستعمرات، ولك تحرّك لشبونة ساكنًا في سبيل تثبيط الاستيطان الأوروبي – حتى أنها أيدت الزواج مع المختلط مع السنهاليين (السكان الأصليين لسريلانكا). لكن السنهاليين في المقابل لم يشجعوا ذلك. لم تُجز شركة الهند الشرقية الهولندية على مثل تلك العلاقات، إلا أن علاقات متبادلة غير رسمية تمت بين موظفيها ونساء محليات في أواخر القرن الثامن عشر.
تختلف الصفات الجسمية للبرغر بين جيل وآخر؛ تزاوج البعض مع البريطانيين، وأنتجوا جيلًا ذا صفات ظاهرية أوروبية في معظمها، شملت بشرة فاتحة وبنية جسدية أضخم، في حين أن البعض الآخر لا يمكن تمييزه تقريبًا عن عن السنهاليين أو التاميل. حافظ معظم البرغر على العادات الأوروبية، خصوصًا أولئك من هم من أصل برتغالي، الذين «حافظوا بفخر على دينهم ولغتهم الأوروبية».

## الاعتراف القانوني
تم الاعتراف بالبرغر قانونيًا في العام 1883 من قبل رئيس القضاة في سيلان/ السير ريتشارد أوتلي، أمام اللجنة، التي عُينت بصدد إنشاء مجلس تشريعي في سيلان. عُرف البرغر بأنهم من كان لهم أبٌ ولد في سيلان، شرط وجود سلف أوروبي واحد على الأقل من جهة الأب، بصرف النظر عن أصل والته، أو أية مجموعات عرقية أخرى من جانب الاب. بسبب هذا التعريف، غالبًا ما يمتلك البرغر ألقاب أوروبية (معظمها من أصل برتغالي أو هولندي أو بريطاني، ولكن أحيانًا من أصل ألماني أو فرنسي أو روسي).

## المجتمع

### التوزع السكاني
وفي تعداد عام 1981، بلع عدد البرغر في سريلانكا 39.374 نسمة، أي نحو 0.2% من مجموع السكان. توجد أعلى كثافة سكانية للبرغر في مدينة كولومبو (0.72%) وغامباها (0.5%). توجد هناك أيضًا مجتمعات كبيرة في ترينكومالي وباتيكالوا، يقدر عددها 20 ألف نسمة.
يتوزع المتحدرون من شعب البرغر في جميع أنحاء العالم. العائلات التي تحمل ألقاب مثل فان دورت (أو «فاندروت») هي من أصل هولندي.

### اللغة
اليوم، يتحدث معظم البرغر اللغة السنهالية. حتى أوائل القرن العشرين، كان عدد كبير من البرغر يتكلمون الإنجليزية وشكل من الكريول البرتغالي (لغة هجينًا تعتمد البرتغالية أساسًا لها)، حتى الذين هم من أصل هولندي. كان الكريول البرتغالي لغة التجارة والاتصال مع السريلانكيين. يتم التحدث بهذه اللغة اليوم فقط في أجزاء من بلدتي ترينكومالي وباتيكالوا الساحليتين. في حين أن الكثير من مفرداتها تأتي من البرتغالية، إلا أن قواعدها بُنيت على السنهالية والتاميلية.
اعتمادًا على المكان الذين يعيشون فيه ضمن سريلانكا، قد يتحدث البرغر أيضًا الإنجليزية أو التاميلية. وفقًا لتعداد عام 2012، يتحدث 73.6% أو 24.412 فردًا من البرغر اللغة الإنجليزية أيضًا، كما يتحدث 88.3% أو 29.277 من البرغر اللغة التاميلية أيضًا.